# Wendingen
Wendingen, maandblad voor bouwen en sieren was een Nederlands architectuur- en kunsttijdschrift dat van 1918 tot 1933 werd uitgegeven, eerst door de Amsterdamse uitgeverij De Hooge Brug (Henri Wiessing) en vanaf 1924 door de uitgeverij C.A. Mees in Santpoort (Mea Verwey en Conno Mees).

## Geschiedenis
Als orgaan van het architectuurgenootschap Architectura et Amicitia was het de belangrijkste spreekbuis van de Amsterdamse School (expressionistische architectuur). Doel van Wendingen was de esthetische kwaliteit van de architectuur te verhogen en een inspiratiebron te zijn voor de leden van A et A, maar ook voor abonnees uit heel Nederland en het buitenland. In totaal verschenen er 116 afleveringen, met een oplage van 650 tot 1300 exemplaren per aflevering.
Hoofdredacteur was de architect Hendrik Wijdeveld, die een belangrijke rol speelde met betrekking tot de inhoud, vormgeving en typografie. Vele architecten en kunstenaars leverden bijdragen aan het tijdschrift. Redacteur J.L.M. (Mathieu) Lauweriks, architect en boekbandontwerper, ontwierp de omslag van het eerste nummer van januari 1918 en bewaakte de eenheid in de vormgeving van het blad.
Ondanks de band met Architectura et Amicitia beperkte de inhoud van Wendingen zich niet tot de architectuur. Er werd ook aandacht besteed aan beeldende kunst en toegepaste kunst. Het tijdschrift, dat gedrukt werd bij onder meer de gespecialiseerde drukkerij 'Volharding' in Amsterdam, werd beroemd door het artistieke niveau (inhoud en vormgeving) en het opmerkelijke vierkante formaat.

## Lijst met thema's en omslagen vanWendingen, 1918-1931

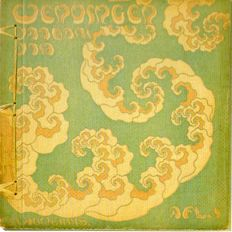
Eerste uitgave 1918-1, architectuur en kunst (omslag J.L.M.Lauweriks). Wendingen hoofdthema (expressionistische architectuur) tegen De Stijl uit 1917 (kubistische architectuur).

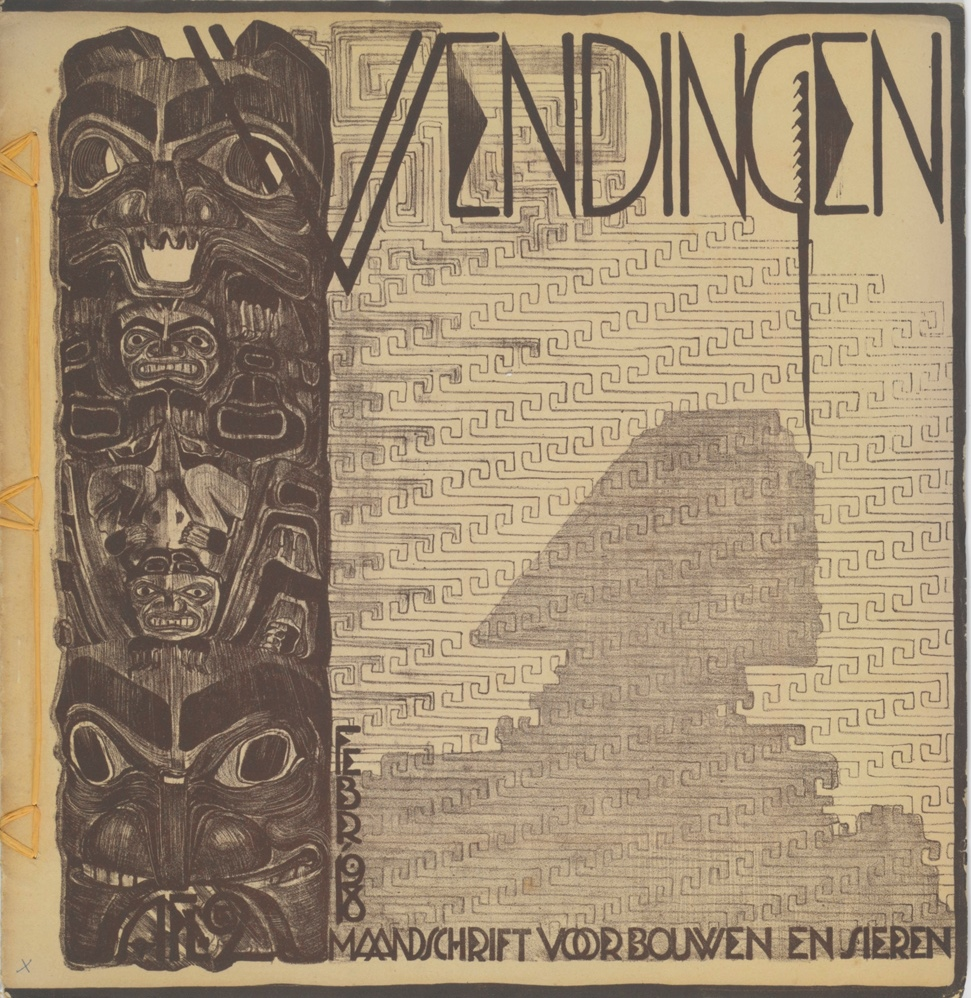
Wendingen 1918-2, architectuur en kunst (omslag M.de Klerk). M.de Klerk: 6 uitgaven en 3 omslagen.

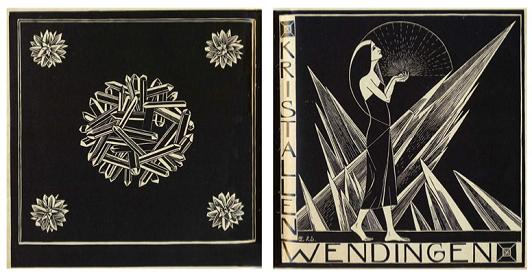
Wendingen 1924-11/12, Kristallen (omslag B.Essers). Inspiratiebron voor de expressionistische architectuur. Zie ook uitgave over Schelpen.

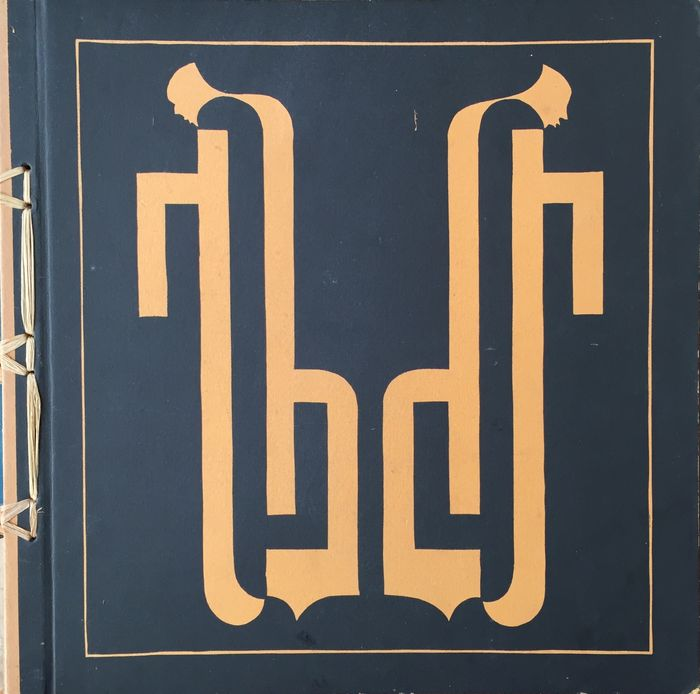
Omslag 1921 door C.A. Lion Cachet

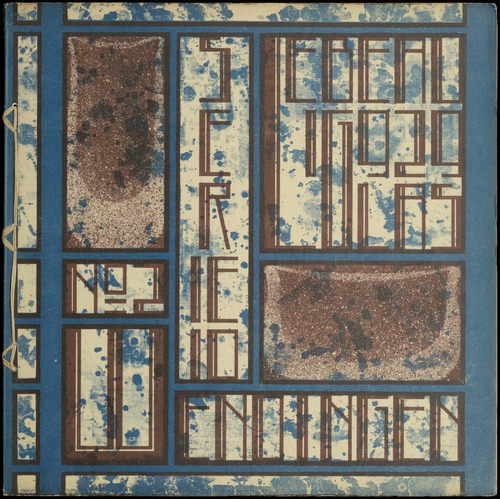
Omslag 1929 door Chris Lebeau

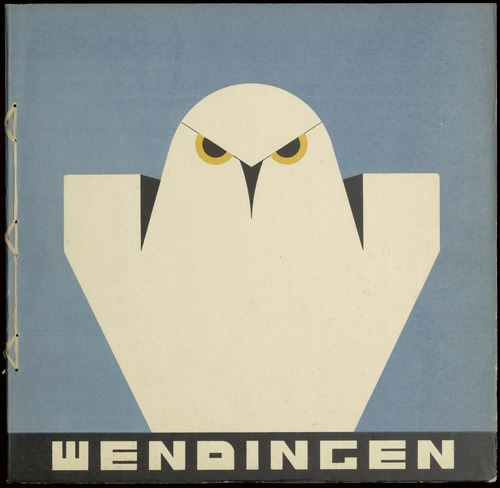
Omslag 1931
door Jessurun de Mesquita

Wendingen is vooral bekend vanwege zijn bijzondere omslagen. Bijna elk nummer is ontworpen door een afzonderlijke ontwerper.
| Serie 1 | Nummer         | Thema                           | Omslagontwerp               | Omslag |
| ------- | -------------- | ------------------------------- | --------------------------- | ------ |
| 1918    | 1 (jan.)       | Architectuur / Toegepaste kunst | Mathieu Lauweriks           |        |
| 1918    | 2 (feb.)       | Architectuur / Beeldhouwkunst   | Michel de Klerk             |        |
| 1918    | 3 (maart)      | Architectuur / Beeldhouwkunst   | Hildo Krop                  |        |
| 1918    | 4 (april)      | Architectuur / Toegepaste kunst | Cornelis Blaauw             |        |
| 1918    | 5 (mei)        | Architectuur                    | Richard Roland Holst        |        |
| 1918    | 6 (juni)       | Architectuur / Beeldhouwkunst   | H.A. van Anrooy             |        |
| 1918    | 7 (juli)       | Amsterdamsche School            | E.J. Kuipers                |        |
| 1918    | 8 (aug.)       | Het Park Meerwijk te Bergen     | C.A. Lion Cachet            |        |
| 1918    | 9 (sept.)      | Beeldhouwkunst                  | Jan Sluijters               |        |
| 1918    | 10 (oct.)      | Architectuur                    | Samuel Jessurun de Mesquita |        |
| 1918    | (11-)12 (dec.) | Jan Toorop-nummer               | Willem van Konijnenburg     |        |

| Serie 2 | Nummer | Thema                       | Omslagontwerp          | Omslag |
| ------- | ------ | --------------------------- | ---------------------- | ------ |
| 1919    | 1      | Oosterse kunsten            | Karel de Bazel         |        |
| 1919    | 2      | Onze tijd & Michel de Klerk | Toon (=Tom) Poggenbeek |        |
| 1919    | 3      | Dansen                      | Jan Sluijters          |        |
| 1919    | 4      | Architectuur                | Pauline Bolken         |        |
| 1919    | 5      | Kunst in de reclame         | Jan Bertus Heukelom    |        |
| 1919    | 6      | Interieurontwerpen          | Johan Luger            |        |
| 1919    | 7-8    | Houtsnedennummer            | Richard Roland Holst   |        |
| 1919    | 9-10   | Tooneel                     | Jan Toorop             |        |
| 1919    | 11     | Architectuur                | Hildo Krop             |        |
| 1919    | 12     | Architectuur                | Guillaume la Croix     |        |

| Serie 3 | Nummer   | Thema                                                                  | Omslagontwerp          | Omslag |
| ------- | -------- | ---------------------------------------------------------------------- | ---------------------- | ------ |
| 1920    | 1 (jan.) | Beeldhouwkunst van heden                                               | Bernard Essers         |        |
| 1920    | 2        | Het werk van Gustav Klimt                                              | Tjerk Bottema          |        |
| 1920    | 3-4      | Volkswoningbouw                                                        | Michel de Klerk        |        |
| 1920    | 5        | De kunst der Hongaren                                                  | Jozef Cantré           |        |
| 1920    | 6-7      | Maskers                                                                | Richard Roland Holst   |        |
| 1920    | 8-9      | Josef Hoffmann                                                         | Hendrik van den Eijnde |        |
| 1920    | 10       | Het werk van Erich Mendelsohn                                          | Hendrik Wijdeveld      |        |
| 1920    | 11-12    | Het ontwerp van het Gemeente-Museum te 's-Gravenhage door H.P. Berlage | Jacob Jongert          |        |

| Serie 4 | Nummer | Thema                                                          | Omslagontwerp                | Omslag |
| ------- | ------ | -------------------------------------------------------------- | ---------------------------- | ------ |
| 1921    | 1-2    | Het werk van Willem van Konijnenburg                           | Hendrik Wijdeveld            |        |
| 1921    | 3      | Oost-Aziatische kunst uit de Pertrucci-collectie te Amsterdam  | Michel de Klerk              |        |
| 1921    | 4-5    | Het werk der afgevaardigde leden van Architectura et Amicitiae | Richard Roland Holst         |        |
| 1921    | 6      | Teekeningen en foto's van een landhuis te Oostvoorne           | Jaap Gidding                 |        |
| 1921    | 7-8    | De marionet                                                    | C.A. Lion Cachet             |        |
| 1921    | 9-10   | Internationale theatertentoonstelling Amsterdam 1922           | Frits Lensvelt               |        |
| 1921    | 11     | Frank Lloyd Wright                                             | El Lissitzky                 |        |
| 1921    | 12     | Nieuwe Rijksacademiegebouw te Amsterdam                        | Jan Duiker & Bernard Bijvoet |        |

| Jaar |                 |  |  |  |
| ---- | --------------- |  |  |  |
| 1922 | niet verschenen |  |  |  |

| Serie 5 | Nummer | Thema | Omslagontwerp               | Omslag |
| ------- | ------ | --- | --------------------------- | ------ |
| 1923    | 1      | Glas-in-loodramen van R.N. Roland Holst                                                                     | Jacob Jongert               |        |
| 1923    | 2      | Reclamebilletten van Nederlandse kunstenaars                                                                | Jan Sluijters               |        |
| 1923    | 3      | Hooge gebouwen in de handelscentra van Europa en Amerika                                                    | Johan Polet                 |        |
| 1923    | 4      | Middenstandswoningbouw in het uitbreidingsplan "Zuid" te Amsterdam                                          | Albert Klijn                |        |
| 1923    | 5-6    | Werk van den Nederlandschen beeldhouwer Joseph Mendes da Costa                                              | Joseph Mendes da Costa      |        |
| 1923    | 7      | Bouwwerken, uitgevoerd door de Afdeeling gebouwen van den Dienst der Publieke Werken der Gemeente Amsterdam | Anton Kurvers               |        |
| 1923    | 8-9    | Schelpen | Richard Roland Holst        |        |
| 1923    | 10     | De exlibris van Nederlandsche kunstenaars                                                                   | Bernard Essers              |        |
| 1923    | 11-12  | Uitgevoerde projecten der architecten C.J. Blaauw, J. Crouwel en J.M. Luthmann                              | Samuel Jessurun de Mesquita |        |

| Serie 6 | Nummer | Thema                                                           | Omslagontwerp             | Omslag |
| ------- | ------ | --------------------------------------------------------------- | ------------------------- | ------ |
| 1924    | 1      | Beeldhouwwerken van Nederlandse kunstenaars                     | Jan Havermans             |        |
| 1924    | 2      | Reisschetsen en studies van Michel de Klerk                     | Louise Beijerman          |        |
| 1924    | 3      | Werk van Hermann Finsterlin                                     | Hermann Finsterlin        |        |
| 1924    | 4-5    | Onuitgevoerde architectonische projecten van M. de Klerk        | Margaret Staal-Kropholler |        |
| 1924    | 6      | Eileen Gray                                                     | Hendrik Wijdeveld         |        |
| 1924    | 7      | De Klerk - portretten                                           | Tine Baanders             |        |
| 1924    | 8      | Raadhuis-ontwerp en uitgevoerde werken van architect W.M. Dudok | Willem Dudok              |        |
| 1924    | 9-10   | M. de Klerk - uitgevoerde bouwwerken                            | Tine Baanders             |        |
| 1924    | 11-12  | Kristallen                                                      | Bernard Essers            |        |

| Serie 7 | Nummer | Thema                                                      | Omslagontwerp                       | Omslag |
| ------- | ------ | ---------------------------------------------------------- | ----------------------------------- | ------ |
| 1925    | 1      | De Mesquita                                                | Samuel Jessurun de Mesquita         |        |
| 1925    | 2      | Beeldhouwwerken van Hildo Krop                             | Hildo Krop                          |        |
| 1925    | 3-9    | The life-work of the American Architect Frank Lloyd Wright | H.T. Wijdeveld & Frank Lloyd Wright |        |
| 1925    | 10     | Meubelen - M. de Klerk                                     | Fokko Mees                          |        |
| 1925    | 11-12  | P. Kramer's Bijenkorf                                      | Julius Luthmann                     |        |

| Jaar |                 |  |  |  |
| ---- | --------------- |  |  |  |
| 1926 | niet verschenen |  |  |  |

| Serie 8 | Nummer | Thema                                                | Omslagontwerp               | Omslag |
| ------- | ------ | ---------------------------------------------------- | --------------------------- | ------ |
| 1927    | 1      | Beeldhouwwerk                                        | Johan Polet                 |        |
| 1927    | 2      | Interieurkunst                                       | Otto B. de Kat              |        |
| 1927    | 3      | Het Vlaamsche Volkstooneel - Johan de Meester junior | Anton Kurvers               |        |
| 1927    | 4      | Denemarken                                           | Samuel Jessurun de Mesquita |        |
| 1927    | 5      | Zweden                                               | Samuel Jessurun de Mesquita |        |
| 1927    | 6-7    | Amsterdam West                                       | Jan Snellebrand             |        |
| 1927    | 8      | Zweden II                                            | Samuel Jessurun de Mesquita |        |
| 1927    | 9-10   | Oostenrijk                                           | Christa Ehrlich             |        |
| 1927    | 11     | Afdeeling Gebouwen Publieke Werken Amsterdam         | P.L. Marnette               |        |
| 1927    | 12     | Grafiek                                              | Tine Baanders               |        |

| Serie 9 | Nummer | Thema                                    | Omslagontwerp               | Omslag |
| ------- | ------ | ---------------------------------------- | --------------------------- | ------ |
| 1928    | 1      | Architect W.M. Dudok te Hilversum        | Hendrik Wouda               |        |
| 1928    | 2      | Techniek en kunst                        | W.H. Gispen                 |        |
| 1928    | 3-4    | Werk van Jan Toorop in particulier bezit | Richard Roland Holst        |        |
| 1928    | 5      | Hindoe-Javaansche beeldhouwkunst         | Johan ten Klooster          |        |
| 1928    | 6-7    | Beeldhouwkunst                           | Nicolaas van de Vecht       |        |
| 1928    | 8      | Spotprenten van Albert Hahn sr.          | Albert Hahn jr.             |        |
| 1928    | 9      | Johan Thorn Prikker                      | Hildo Krop                  |        |
| 1928    | 10     | Grafische kunst                          | Samuel Jessurun de Mesquita |        |
| 1928    | 11     | Poppen en marionetten                    | Anton Kurvers               |        |
| 1928    | 12     | Russische iconen                         | K. Katkof                   |        |

| Serie 10 | Nummer | Thema                                  | Omslagontwerp               | Omslag |
| -------- | ------ | -------------------------------------- | --------------------------- | ------ |
| 1929     | 1      | Beeldhouwwerken van Ossip Zadkine      | Hildo Krop                  |        |
| 1929     | 2      | Lebeau glas                            | Chris Lebeau                |        |
| 1929     | 3      | Schilderwerk van Diego Rivera          | Vilmos Huszar               |        |
| 1929     | 4      | St. Nicolaaskerk te IJsselstein        | Joop Sjollema               |        |
| 1929     | 5-6    | Architect J.F. Staal                   | Margaret Kropholler         |        |
| 1929     | 7      | Schilderwerk van Lyonel Feininger      | Tine Baanders               |        |
| 1929     | 8      | Architect J.L.M. Lauweriks             | Mathieu Lauweriks           |        |
| 1929     | 9      | Oud-Hollandsche kunst                  | Jan Poortenaar              |        |
| 1929     | 10     | Russisch tooneel                       | Samuel Jessurun de Mesquita |        |
| 1929     | 11-12  | Architectuur in Plan Zuid te Amsterdam | H.T. Zwiers                 |        |

| Serie 11 | Nummer | Thema                                                                      | Omslagontwerp          | Omslag |
| -------- | ------ | -------------------------------------------------------------------------- | ---------------------- | ------ |
| 1930     | 1      | Rothenburg ob der Tauber                                                   | A.C. (=A.P.) Smits     |        |
| 1930     | 2      | Kantoren en fabrieken van de firma De Erven Wed. J. van Nelle te Rotterdam | Leendert van der Vlugt |        |
| 1930     | 3      | Nederlandsch paviljoen te Antwerpen                                        | Willem Jacob Rozendaal |        |
| 1930     | 4      | Bourdelle                                                                  | Jouke Zietsma          |        |
| 1930     | 5      | Luchtfoto's van Nederland                                                  | Arthur Staal           |        |
| 1930     | 6-7    | Glasschilderingen en koppen van R.N. Roland Holst                          | Joop Sjollema          |        |
| 1930     | 8      | Gebouw van De Bijenkorf te Rotterdam door architect Dudok                  | Arthur Staal           |        |
| 1930     | 9      | Beeldstatistiek - Sociologische grafiek                                    | Peter Alma             |        |
| 1930     | 10     | Glasfabriek "Leerdam"                                                      | A.D. Copier            |        |
| 1930     | 11-12  | Raadhuis te Hilversum                                                      | Willem Dudok           |        |

| Serie 12 | Nummer | Thema                                                  | Omslagontwerp               | Omslag |
| -------- | ------ | ------------------------------------------------------ | --------------------------- | ------ |
| 1931     | 1      | Beeldhouwwerk van Samuel Jessurun de Mesquita          | Samuel Jessurun de Mesquita |        |
| 1931     | 2      | Nederlandsche affiches                                 | S.L. Schwarz                |        |
| 1931     | 3      | Joep Nicolas - glazenier                               | Joep Nicolas                |        |
| 1931     | 4      | Landhuizen                                             | H.T. Zwiers                 |        |
| 1931     | 5      | Beeldhouwwerken van Hildo Krop                         | Hildo Krop                  |        |
| 1931     | 6      | Schilderwerk van Pyke Koch, Kor Postma en C.A. Willink | Arthur Staal                |        |
| 1931     | 7-8    | Scholen                                                | H.T. Zwiers                 |        |
| 1931     | 9      | Standbeelden                                           | Theo van Reijn              |        |
| 1931     | 10     | Fahrenkamp                                             | Otto de Kat                 |        |
| 1931     | 11-12  | Kerken                                                 | Jouke Zietsma               |        |